# Hypseloderus denticollis
Hypseloderus denticollis är en skalbaggsart som beskrevs av Leon Fairmaire 1893. Hypseloderus denticollis ingår i släktet Hypseloderus och familjen Hybosoridae. Inga underarter finns listade i Catalogue of Life.